# Stammlager IX A
Das Stammlager IX A („Stalag IX A“) bei Ziegenhain war während des Zweiten Weltkrieges ein Kriegsgefangenenlager in Nordhessen, das nach Kriegsende zunächst als Internierungslager, dann als DP-Lager und danach als Unterkunft für Heimatvertriebene genutzt wurde. 1951 ging aus dem Lager die selbständige Gemeinde Trutzhain hervor. Eine große Anzahl der Lagerbaracken ist erhalten geblieben, und die seit 1985 denkmalgeschützte Grundstruktur des Lagers bildet heute den Ortskern von Trutzhain. Eine Gedenkstätte und ein Museum erinnern an die Geschichte des Ortes.

## Einrichtung und Nutzung
Nach dem deutschen Überfall auf Polen am 1. September 1939 erfolgte reichsweit die Errichtung von Kriegsgefangenenlagern. Das Stammlager („Stalag“) IX A bei Ziegenhain wurde am 26. September 1939 eingerichtet, zunächst nur mit Zelten. Ab Frühjahr 1940 wurden dann feste Fachwerkbaracken von 12 × 60 m Grundfläche errichtet, und im Laufe des Krieges wurde Stalag IX A das größte dieser Lager auf dem Gebiet des heutigen Landes Hessen. Bis 1945 wurden dort Kriegsgefangene aus verschiedenen Nationen interniert, zunächst Polen und Franzosen; unter ihnen befand sich der spätere französische Staatspräsident François Mitterrand. Die polnischen Kriegsgefangenen wurden bis 1940 als Kriegsgefangene behandelt, mussten später jedoch häufig Zwangsarbeit leisten. Hinzu kamen im weiteren Kriegsverlauf Gefangene aus Belgien, Großbritannien, den Niederlanden, Südosteuropa, der Sowjetunion und ab 1945 der USA hinzu. Unter den US-Gefangenen befand sich auch Master Sergeant Roddie Edmonds, ausgezeichnet von Yad Vashem als „Gerechter unter den Völkern“. Ab 1943 wurden auch italienische „Militärinternierte“ hier gefangen gehalten. Mehrere tausend sowjetische Kriegsgefangene, die ab November 1941 im Stalag IX A eintrafen, hatten, der Nazi-Ideologie entsprechend, in einem separaten Lagerbereich unter besonders unmenschlichen Bedingungen zu leiden; die Todesrate unter ihnen war außerordentlich hoch.
Im Juni 1941, vor dem deutschen Angriff auf die Sowjetunion, war das Lager mit 1716 Gefangenen belegt. Danach wuchs die Zahl der Insassen schnell an. Ihre Gesamtzahl schwankte ab September 1944, als sie ihren Höchststand erreichte, zwischen 8.000 und 11.000 Mann. Der größte Teil der Kriegsgefangenen musste außerhalb des Lagers in Arbeitskommandos Zwangsarbeit in der Landwirtschaft, der Industrie, im Bergbau und anderen Betrieben leisten.

### Lagerkommandanten
- 26. September 1939 bis 17. Januar 1940: unbekannt
- 18. Januar bis 30. Juni 1940: Oberst Carl Sturm
- 1. Juli bis 3. September 1940: Oberst Erich Hiltorp
- 4. September 1940 bis 5. Januar 1943: Oberst Wilhelm Lincke
- 5. Januar 1943 bis Juli 1944: Oberst Willy Stenzel
- 20. Juli 1944 bis 28. März 1945: Oberst Hermann Mangelsdorf
- 28.–30. März 1945: Sonderführer Fritz Taeuber (per Befehl Beauftragter zur Übergabe des Stalag an die US-Army)

### Strafrechtliche Verfolgung von Verantwortlichen
Zwar wurden in der Nachkriegszeit u. a. durch die Zentrale Stelle der Landesjustizverwaltung Ludwigsburg und verschiedene Staatsanwaltschaften u. a. gegen Kommandanten, stellvertretende Kommandanten, Abwehroffiziere und Abwehr-Hilfsoffiziere Ermittlungen begonnen, jedoch verliefen sich diese ausnahmslos aufgrund mangelnder Beweise und fehlender Zeugenaussagen.

## Friedhöfe

### Stalag Friedhof I
Zum Lager gehörten zwei getrennt voneinander angelegte Friedhöfe, die in teilweise umgestalteter Form bis heute bestehen. Der erste, dem Lager näher gelegene Friedhof war den verstorbenen westalliierten und polnischen Kriegsgefangenen vorbehalten. Er dient heute als Gemeindefriedhof des Ortes Trutzhain. Die dort begrabenen Gefangenen wurden inzwischen exhumiert und umgebettet. Heute erinnern das historische Eingangstor und eine Skulptur an die Zeit des Gefangenenlagers.

### Stalag Friedhof II/Waldfriedhof Trutzhain
Die sowjetischen und serbischen Toten wurden hingegen auf dem weit abgelegenen Waldfriedhof anonym, teilweise in Massengräbern, verscharrt. Im Gegensatz zu den Beerdigungen der westalliierten Gefangenen gab es bei den Beisetzungen keinerlei Zeremonien oder Beschriftung der Gräber. Lediglich Betonpflöcke mit Nummern wurden an den Gräbern angebracht. Auch die unter den italienischen Militärinternierten Verstorbenen lagen dort begraben, bis sie 1957 exhumiert wurden.
Nach 1945 wurde der Friedhof auch zur Beerdigung von deutschen Internierten und Verstorbenen des IRO-Hospitals Steinatal genutzt.
In der Zeit nach dem Krieg wurde vor allem auf die Pflege der Gräber der nach 1945 begrabenen Verstorbenen wert gelegt, während die Gräber der Kriegsgefangenen weitestgehend unbeachtet blieben. Der Friedhof wurde mehrmals vom "Verband der ehemaligen Internierten und Entnazifizierungsgeschädigten" und anderen politisch rechts angesiedelten Gruppen als Versammlungsort genutzt.
Erst in den 1980er Jahren wurde aufgrund von Nachforschungen des Arbeitskreises Spurensicherung des DGB Schwalm-Eder der Blick wieder auf die Gräber der Kriegsgefangenen gerichtet. Nach einer völligen Neugestaltung wurde der Friedhof am 1. September 1992 offiziell als "Mahn- und Gedenkstätte Waldfriedhof Trutzhain" eingeweiht.

## CI-Camp 95 Ziegenhain
Nach der Befreiung und Auflösung des Kriegsgefangenenlagers am 30. März 1945 diente das Lager der US Army zunächst als Civil Internment Camp 95 (CIC 95) zur Internierung von Mitgliedern der Waffen-SS, der NSDAP, SA und SS, Soldaten der Wehrmacht sowie von Frauen, die beispielsweise dem BDM in führenden Positionen angehört hatten. Laut dem Internationalen Komitee vom Roten Kreuz befanden sich im Frühjahr 1946 insgesamt 4973 Gefangene im Lager Ziegenhain.
Intern war das Lager unter amerikanischer Aufsicht in eigener Verwaltung organisiert. So wurden ein deutscher Lagerbürgermeister, ein Ordnungsdienst und ein Lagergericht installiert, um demokratische Regeln und Grundwerte zu etablieren. Einen Schwerpunkt hierbei bildete die Lagerzeitschrift "Ziegenhainer Lagerpost" (später "Lagerzeitung Ziegenhain"), die regelmäßig auch über den demokratischen Wiederaufbau Deutschlands und weltpolitische Themen berichtete.
Im März 1946 wurde das Lager geschlossen und ein Großteil der Gefangenen entlassen. Belastete Insassen und SS- und SA-Angehörige wurden teils in andere Lager, wie das C.I.C. 91 Darmstadt, verlegt.

## DP-Lager 95-443 Ziegenhain
Nach Kriegsende lösten antisemitische Übergriffe und das Pogrom von Kielce im Sommer 1946 unter den osteuropäischen Juden eine Massenflucht aus. Bis 1949 emigrierten etwa 200.000 überwiegend polnische Juden in die westlichen Besatzungszonen Deutschlands. Anfang August 1946 richtete die US-Army in den leer stehenden Baracken des Stalag Ziegenhain das DP-Lager 95-443 Ziegenhain ein. Für die sogenannten Displaced Persons (DPs) wurde es zur Durchgangsstation für die ersehnte Ausreise nach Palästina, Großbritannien, Kanada, Australien, Südamerika oder in die USA. Durchschnittlich belief sich die Belegzahl des Lagers auf ca. 2000 Personen. Dem Lager angeschlossen war ein TB-Sanatorium bei Steina; dort befindet sich heute die Melanchthon-Schule Steinatal.
Bei der Betreuung des Lagers wurde die US-Army von der "United Nations Relief and Rehabilitation Administration" (UNRRA) unterstützt. Ausgebildete Betreuungsteams versorgten vor allem die psychisch und physisch leidenden Insassen. Die interne Lagerorganisation übernahmen die Bewohner in eigener Verantwortung. Die US-Army unterstützte sie dabei vor allem durch materielle Güter und medizinische Betreuung. Zum DP-Camp gehörten unter anderem eine Schule, ein Kindergarten, verschiedene Ämter, eine Lagerpolizei, ein eigenes Gericht, ein Lagerkomitee sowie eine Synagoge, deren Wandmalereien zum Teil erhalten geblieben sind.
Das DP-Lager wurde am 4. November 1947 aufgelöst. Die verbliebenen DPs wurden in den DP-Lagern Jägerkaserne und Hasenhecke Kassel untergebracht.

## Flüchtlinge und Heimatvertriebene
Als nach dem Zweiten Weltkrieg Flüchtlinge und Vertriebene aus den ehemaligen deutschen Ostgebieten und dem Sudetenland in die westlichen Besatzungszonen Deutschlands strömten, bot sich das inzwischen geräumte Lager als Unterkunft an. Im Januar 1948 pachtete der Kreis Ziegenhain das Gelände für fünf Jahre. Im Frühjahr 1948 erfolgten die ersten Einweisungen, und binnen kurzer Zeit entwickelte sich durch eine gezielte Ansiedlungspolitik die „Flüchtlingssiedlung“ zu einem florierenden Handwerks-, Gewerbe- und Industriestandort. Als Folge dieser wirtschaftlichen und sozialen Entwicklung kam es am 1. April 1951 zur Gründung der selbstständigen Gemeinde Trutzhain.

## Gedenkstätte und Museum Trutzhain

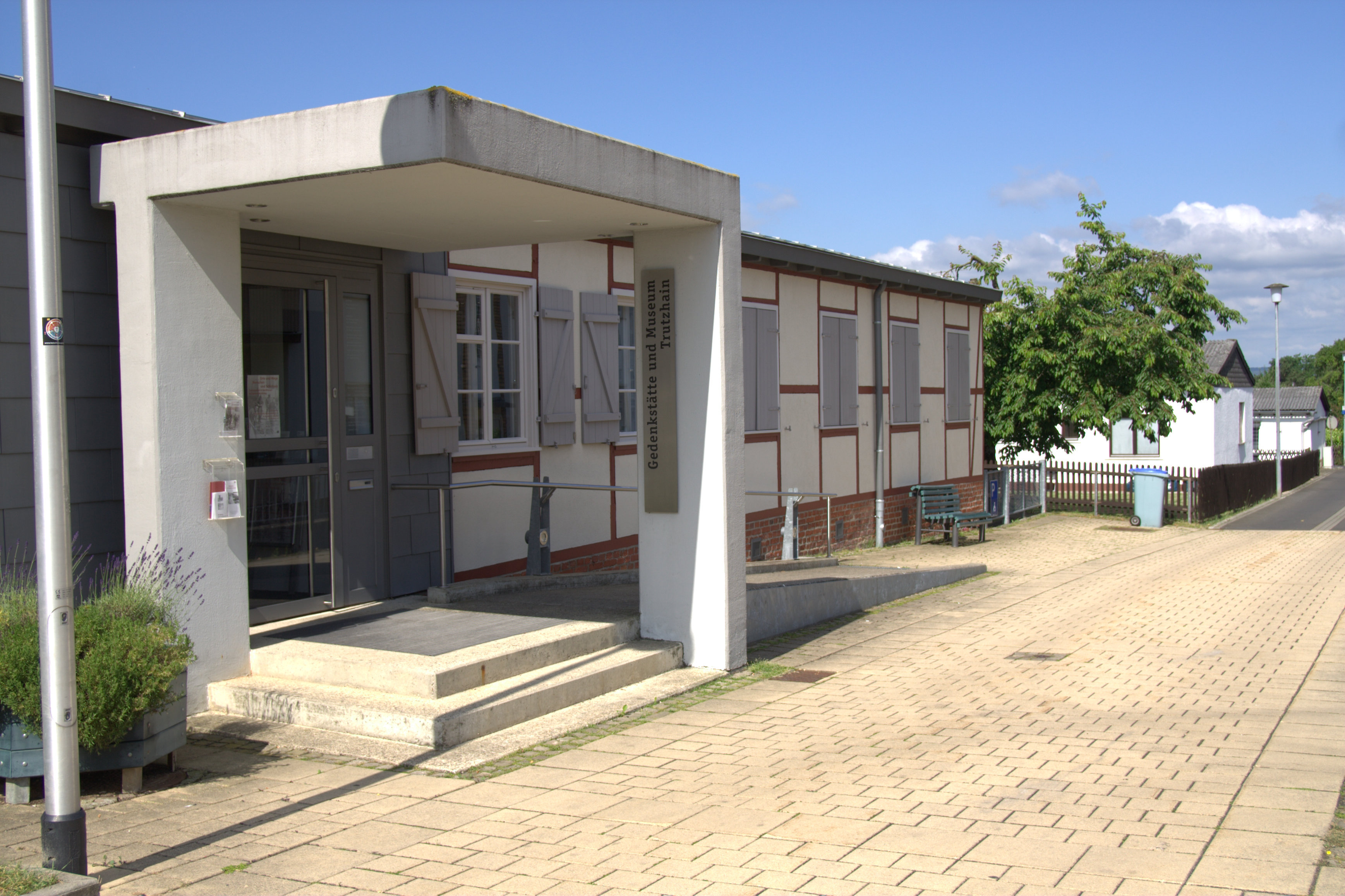
Eingang Gedenkstätte und Museum Trutzhain

Die Gedenkstätte und Museum Trutzhain wurde 2003 eröffnet. Sie gehört zu den zentralen NS-Gedenkstätten in Hessen. Die Ausstellung basiert auf den Beständen des ursprünglich von Horst Munk initiierten "Museums für den Frieden", das von Munk in Zusammenarbeit mit der Kyffhäuserkameradschaft Trutzhain und der Vereinigung ehemaliger französischer Kriegsgefangener des Lagers Ziegenhain („Les anciens du Stalag IX A“) 1983 gegründet wurde. 1995 beschlossen die Stadtverordneten von Schwalmstadt, aufgrund dieser Bestände eine wissenschaftlich fundierte und pädagogisch aufgearbeitete Gedenkstätte zu errichten. Das Museum ist in einer ehemaligen Wachbaracke untergebracht und zeigt die Vorgeschichte des Ortes Trutzhain von 1939 bis 1951. Der thematische Schwerpunkt liegt auf der Zeit des Kriegsgefangenenlagers, wobei vor allem die Leidensgeschichte der verschiedenen Kriegsgefangenengruppen dargestellt wird. Zum Konzept der Gedenkstätte gehören auch der historische Ortskern und die beiden Friedhöfe. Informationstafeln im Außenbereich ermöglichen Besuchern die eigenständige Erschließung des Ortes.
Neben der Dauerausstellung werden temporäre Ausstellungen gezeigt und es finden Veranstaltungen, wie Lesungen, Vorträge und Lehrerfortbildungen statt. Eine Fachbibliothek, ein Archiv und Zeitzeugenfilme stehen zur Verfügung.